# Heini Meng
Heini Meng   (Davos, 20 de novembre de 1902 - Melbourne, 13 d'agost de 1982) va ser un jugador d'hoquei sobre gel suís que va competir durant les dècades de 1920 i 1930.
El 1928 va prendre part en els Jocs Olímpics de Sankt Moritz, on guanyà la medalla de bronze en la competició d'hoquei sobre gel.
Amb l'HC Davos, amb qui jugà entre 1921 i 1934, guanyà la lliga suïssa de 1926, 1927 i de 1929 a 1934. Entre 1934 i 1938 jugà al Grasshopper Club Zürich. També guanyà l'or al Campionat d'Europa de 1926 i la medalla de bronze el 1924 i 1925.